# Drejebog
Drejebogen til en film er filminstruktøren og fotografens skriftlige videreføring af manuskriptet. Drejebogen tager udgangspunkt i synopsis og filmmanus, men indeholder billedudsnit, kameravinkler, kamerabevægelser, lyd og lys. Dette er en nøje beskrivelse af filmen, da vi får at vide hvad vi får se og høre på det færdige produkt.
På engelsk benytter man begrebet "shooting script" og storyboard som i større grad er en tegneserieagtig fremstilling af den tænkte film. På tysk benytter man "drehbuch" på samme måde som vi taler om manus og det man på engelsk omtaler som "script". 
| Film | Spire Denne filmartikel er en spire som bør udbygges. Du er velkommen til at hjælpe Wikipedia ved at udvide den. |